# Fernando Ferretti
Fernando Ferretti (ur. 26 kwietnia 1949 w Rio de Janeiro, zm. 29 sierpnia 2011 w Araraumie) – piłkarz brazylijski, występujący podczas kariery na pozycji napastnika.

## Kariera klubowa
Ferretti karierę piłkarską rozpoczął w klubie Botafogo FR w 1966 roku. Z Botafogo dwukrotnie zdobył mistrzostwo stanu Rio de Janeiro – Campeonato Carioca w 1967 i 1968 roku. Po epizodzie w Santosie FC przeszedł do CR Vasco da Gama. W 1972 roku miał epizod we Fluminense FC, po czym powrócił do Botafogo. W Botafogo zadebiutował w lidze brazylijskiej zadebiutował 13 września 1972 w zremisowanym 0-0 spotkaniu z Coritibą.
W 1975 roku Ferretti występował w CSA Maceió, z którym zdobył mistrzostwo stanu Alagoas – Campeonato Alagoano. W 1976 roku występował w Vitórii Salvador, a w 1977 w Cearze Fortaleza, z którą zdobył mistrzostwo stanu Ceará – Campeonato Cearense. Ostatnim klubem w karierze Ferretiego było Athletico Paranaense, w którym zakończył karierę w 1978 roku.
Ostatni raz w lidze Ferretti wystąpił 24 czerwca 1978 w zremisowanym 1-1 meczu z Figueirense FC. Ogółem w latach 1972–1978 wystąpił w niej w 82 meczach i strzelił 26 bramek.

## Kariera reprezentacyjna
W 1968 roku Ferretti uczestniczył w Igrzyskach Olimpijskich w Meksyku. Na turnieju Ferretti był podstawowym zawodnikiem i wystąpił we wszystkich trzech meczach grupowych reprezentacji Brazylii z Hiszpanią, Japonią i Nigerią (dwie bramki).